# Horné Pršany
Horné Pršany (in tedesco Sonntagsgrund od Oberperschen, in ungherese Felsőperesény) è un comune della Slovacchia facente parte del distretto di Banská Bystrica, nella regione omonima.

## Storia
Il villaggio è citato per la prima volta nel 1404 con il nome di Persen, ma sembra che l'insediamento fosse molto più antico e che risalga ad almeno un secolo prima. I suoi abitanti erano rinomati localmente come abili muratori.